# 4.5インチ 対地ロケット発射器 T27〜M12E1
4.5インチ対地ロケット発射器　T27〜M12E1とは第二次世界大戦中にアメリカ軍が使用した、M8 4.5インチ ロケット弾を運用する各種のロケット砲である。ここではロケット弾とその発射器の双方について解説する。

## ロケット弾についての概略
T22という名称で開発が始められた4.5インチロケット弾はやがてM8の名称でアメリカ軍に採用された。
第二次世界大戦中のアメリカ軍はこのロケット弾を戦場の様々な場面で活用した。通常の地上戦はもちろんのこと上陸戦では上陸予定地点制圧のために小型上陸用舟艇やロケット中型揚陸艦から発射され、ごく一部は小さな改造を施したうえで航空機から発射されることもあった。調達数は1945年8月で2,573,000発という記録がある。
ロケット弾自体は標準的な構造で弾頭と信管は先端部に配置され、尾部に取り付けられた折畳式の小翼が発射後に展開して方向を安定させた。
点火方法は発射器によって異なり電気式、パーカッション式、黒色火薬式といった様々な種類が採用されていた。
第二次世界大戦中盤以降、アメリカ軍が戦うほぼ全ての戦場で使用された兵器であり、殊に上陸戦においてはその大火力で防御側（太平洋戦線における日本軍）を圧倒した。現在でも硫黄島戦や沖縄戦の記録映像の中にその姿を見ることができる。

## 諸元
このロケット弾には三種類の派生型が存在した。
M8
通常型。
M8A1
ロケットモーターを強化した射程延伸型。
M8A2
弾頭がやや小型化されたもの。
M8A3
A2 の方向安定翼に小変更を加えたもの。
「4.5インチ　ロケット弾M8　（Rocket,H.E.,4.5Inch,M8）」
- 全長 : 838mm　（33インチ）
- 胴部直径 : 114mm　（4.5インチ）
- 重量 : 17.5kg　（38.5ポンド）
- 初速（21℃/70°F） : 259m/sec　（850ft/sec）
- 弾頭炸薬重量 : 1.95kg　（4.3ポンド）
- 推進薬重量（T22） : 2.16kg　（4.75ポンド）
- 最大射程 : 4209m　（4600ヤード）

## 発射器についての概略
前述の通りこのロケット弾は様々な部隊・戦地で使用されたために発射器の種類も多い。ここでは概略の判明しているものに限って解説を行う。
T27　多連装発射器
発射管8連装の発射器でGMC CCKW 2.5tトラックなどに搭載された他、地上に降ろして固定式発射器としても使用できた。発射器は横方向への回転ができなかったが −5°から+45°の間で仰俯角の調整ができた。M6望遠照準眼鏡とM100砲架が併用され、点火は主に電気式で行われる。
T27E1　多連装発射器
基本的にT27と同型だが、輸送用に発射器の分解ができた。
T27E2　多連装発射器
T27の発射管の数を増やし24連装としたもの。
T28　多連装発射器
T27E2と同型だが、発射管の代りにフレームを採用したもの。
T34 カリオペ 多連装発射器
M4中戦車の砲塔に搭載された60連装の発射器。ベニヤ板で作られた発射器の角度調整は戦車の砲塔を動かすことで行われ、尾部から装弾された。この発射器は緊急時に全体を取り外すことができ、およそ２〜３回の斉射の後に交換された。
T34E1　多連装発射器
T34の派生型。M4A1中戦車の砲塔に搭載され、発射管の構成が変更された。
T34E2　多連装発射器
T34E1の派生型。円筒型の発射管から角柱型の発射管に変更されたもの。
T44　多連装発射器
DUKW、LVT（A4）搭載型。上陸作戦の支援に用いられ、固定式の120連装で角度などの調整はできない。
T45　多連装発射器
M24軽戦車、LVT、ジープ搭載型。14連装の発射器をそれぞれ車体の左右に1基ずつ搭載する。+35°までの角度で仰角の調整が可能。
M10　三連装発射器
M8ロケット弾を使用する三連装発射機で、P-47やP-51が主翼下に搭載して空対地攻撃で運用した。ただし、弾道性能が悪く命中率が低かったため、実戦評価はふるわなかった。

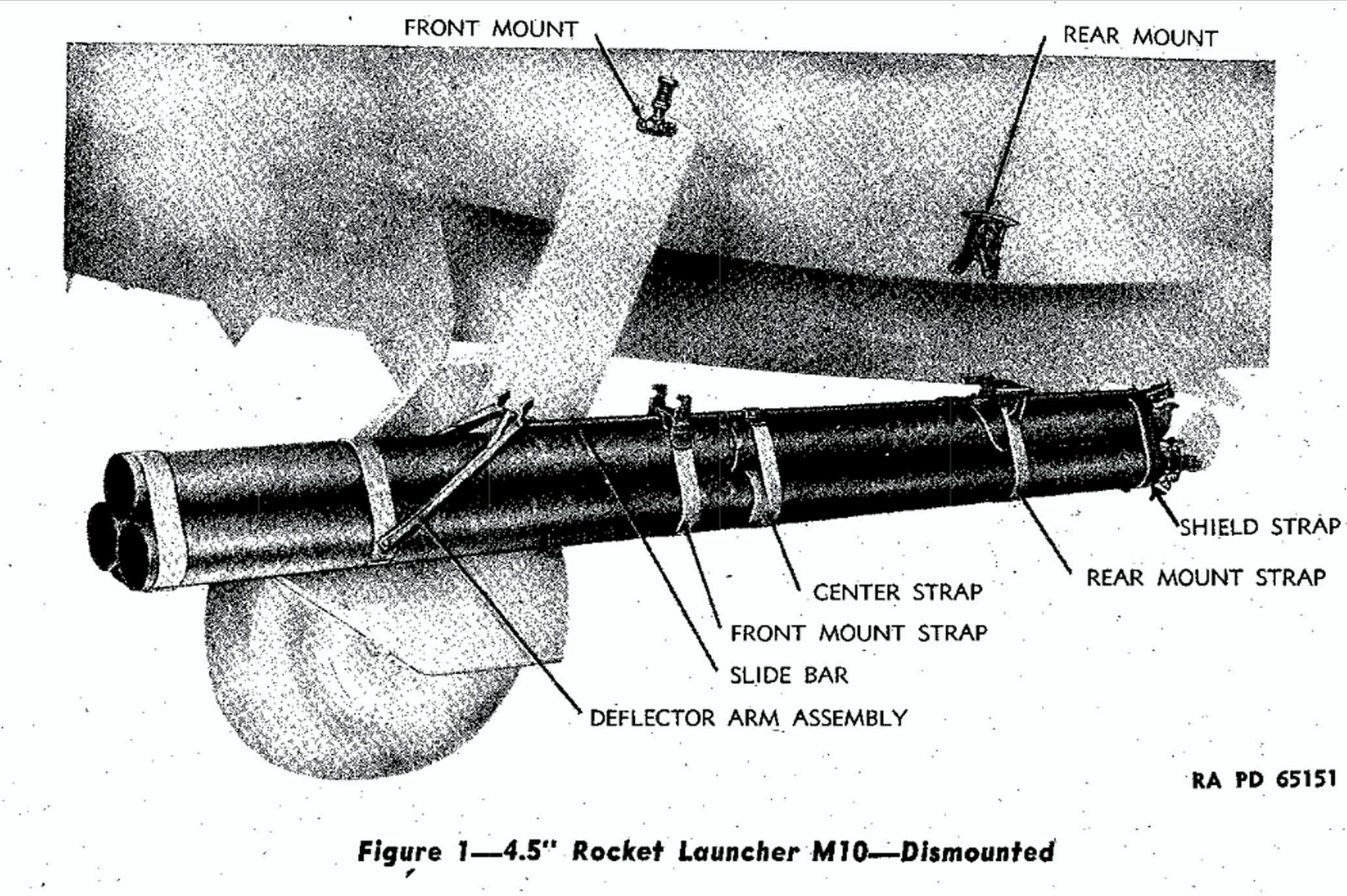
M10 4.5インチ 三連チューブ ロケットランチャー

M12　単装発射器
負革（スリング）を用いて運搬する単装型。歩兵部隊が運用し、強固な防御拠点やトンネル陣地などの爆破に用いた。プラスチック製の発射管は全長1219mm、重量23.6kg。発射の際は地面に下ろして2脚で固定した。使い捨て発射器である。
M12A1　単装発射器
M12の派生型。外見上の差異はほとんどない。
M12E1　単装発射器
M12の派生型。再使用できるように発射管をマグネシウム合金で製作したもので伸縮式の2脚が取り付けられた。
スコーピオン　発射器
DUKW搭載用の特別型で144連装に改造されている。ごく少数がニューギニア戦線で使用された。

## 参考資料
- Peter Chamberlain , Terry Gander 『WW2 Fact Files,Mortars and Rockets』 （1975）Arco Publishing Company,Inc. ISBN 0668038179

- ダイヤグラムグループ/田島優・北村孝一　訳　『武器』（1982）マール社　ISBN 483730706X
- 野原茂『アメリカ陸軍機事典1908-1945』イカロス出版、2024年9月15日。ISBN 978-4802214896。